# 安永松
安永松，贵州大方人，清朝政治人物、同進士出身。
光緒二年（1876年）清德宗登極丙子恩科進士，三甲二十名，后事不詳。